# دی‌اچ‌ال

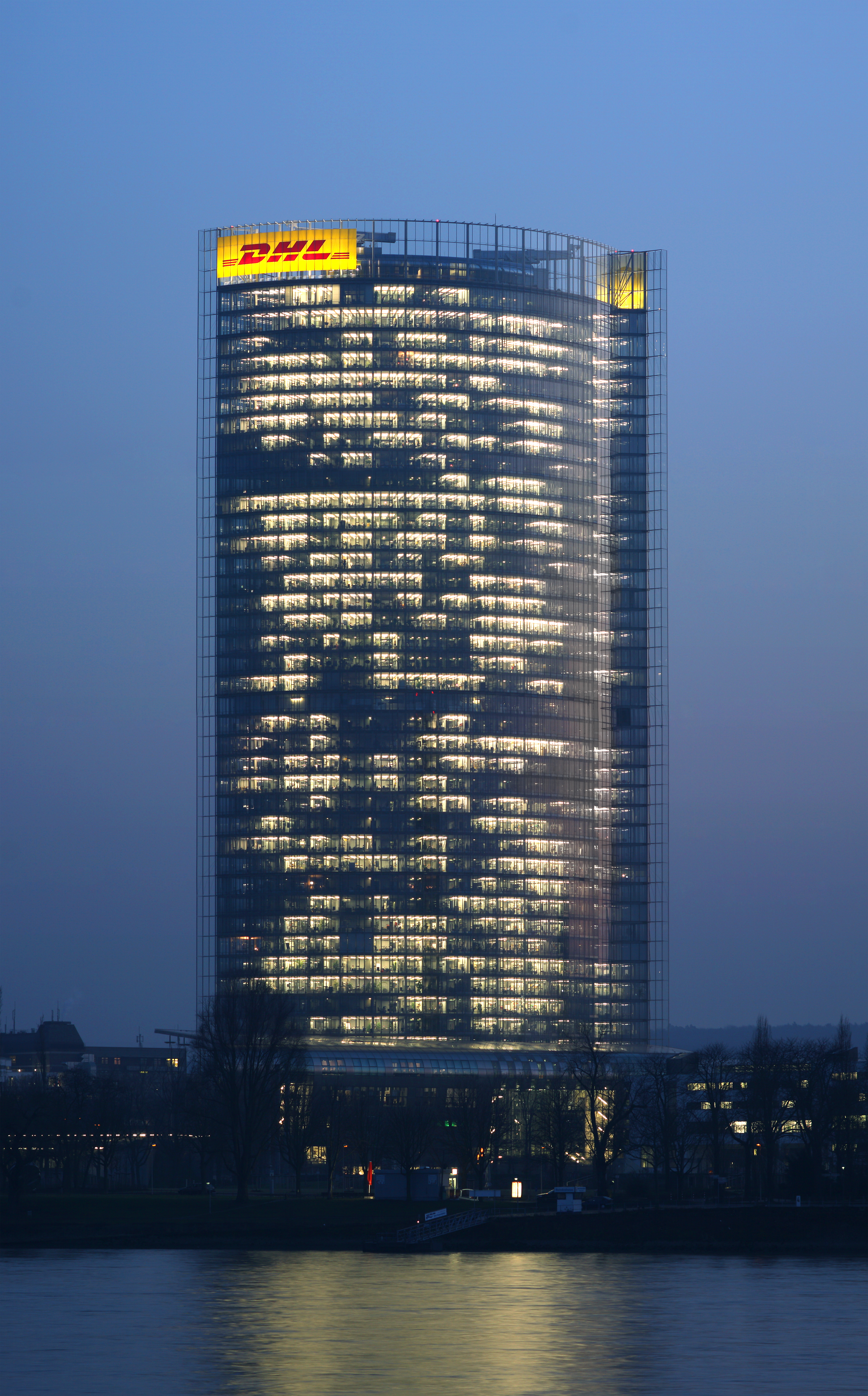
ساختمان اداری دی‌اچ‌ال در بن، آلمان

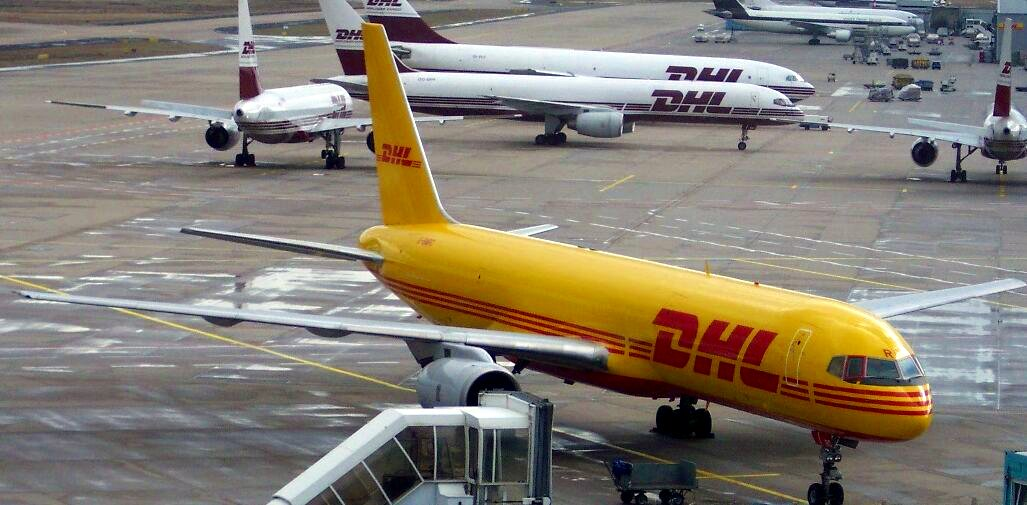
یک بوئینگ ۷۵۷ دی‌اچ‌ال

دی‌اچ‌ال (DHL، حروف اول کلمه‌های Dalsey، ‏Hillblom و Lynn، نام خانوادگی مؤسسان دی‌اچ‌ال) شرکت خدمات لجستیک و زیر مجموعهٔ شرکت دویچه پست (بزرگ‌ترین شرکت پستی آلمان) است. این شرکت در بیش از ۱۸۰ کشور جهان دارای شعبه می‌باشد و هر ساله میلیون‌ها جعبه را به سراسر جهان ارسال می‌کند و به‌عنوان بزرگترین شرکت خدمات لجستیک جهان شناخته می‌شود.
این شرکت بزرگترین ارائه دهندهٔ خدمات حمل و نقل هوایی و دریایی و سود آورترین شرکت حمل و نقل در دنیاست.
دی‌اچ‌ال را در سال ۱۹۶۹ آدرین دلسی، لری هیلبلُم و رابرت لین بنیان نهادند. در سال ۲۰۰۲ دویچه پست دی‌اچ‌ال را خرید.
شرکت حمل و نقل الو کارگو نماینده این شرکت میباشد